# Bataille de Temalaca
Guerre d'indépendance du Mexique
La bataille de Temalaca est une action militaire de la guerre d'indépendance du Mexique  qui eut le 5 novembre 1815 dans la ville de Temalaca, dans l'État de Puebla. Les insurgés commandés par le général José María Morelos y furent défaits par les forces royalistes. À l'issue de la bataille, le général fut fait prisonnier et fusillé. Sa mort conclut la deuxième phase de la guerre d'indépendance mexicaine.

## Sources
- BUSTAMANTE, Carlos María de (1846). Cuadro histórico de la revolución mexicana, comenzada en 15 de septiembre de 1810 por el ciudadano Miguel Hidalgo y Costilla, Cura del pueblo de los Dolores. (Impr. de JM Lara edición). México.